# Psammobatis scobina
Psammobatis scobina is een vissoort uit de familie van de Arhynchobatidae. De wetenschappelijke naam van de soort is voor het eerst geldig gepubliceerd in 1857 door Philippi.